# 高森町立上色見小学校

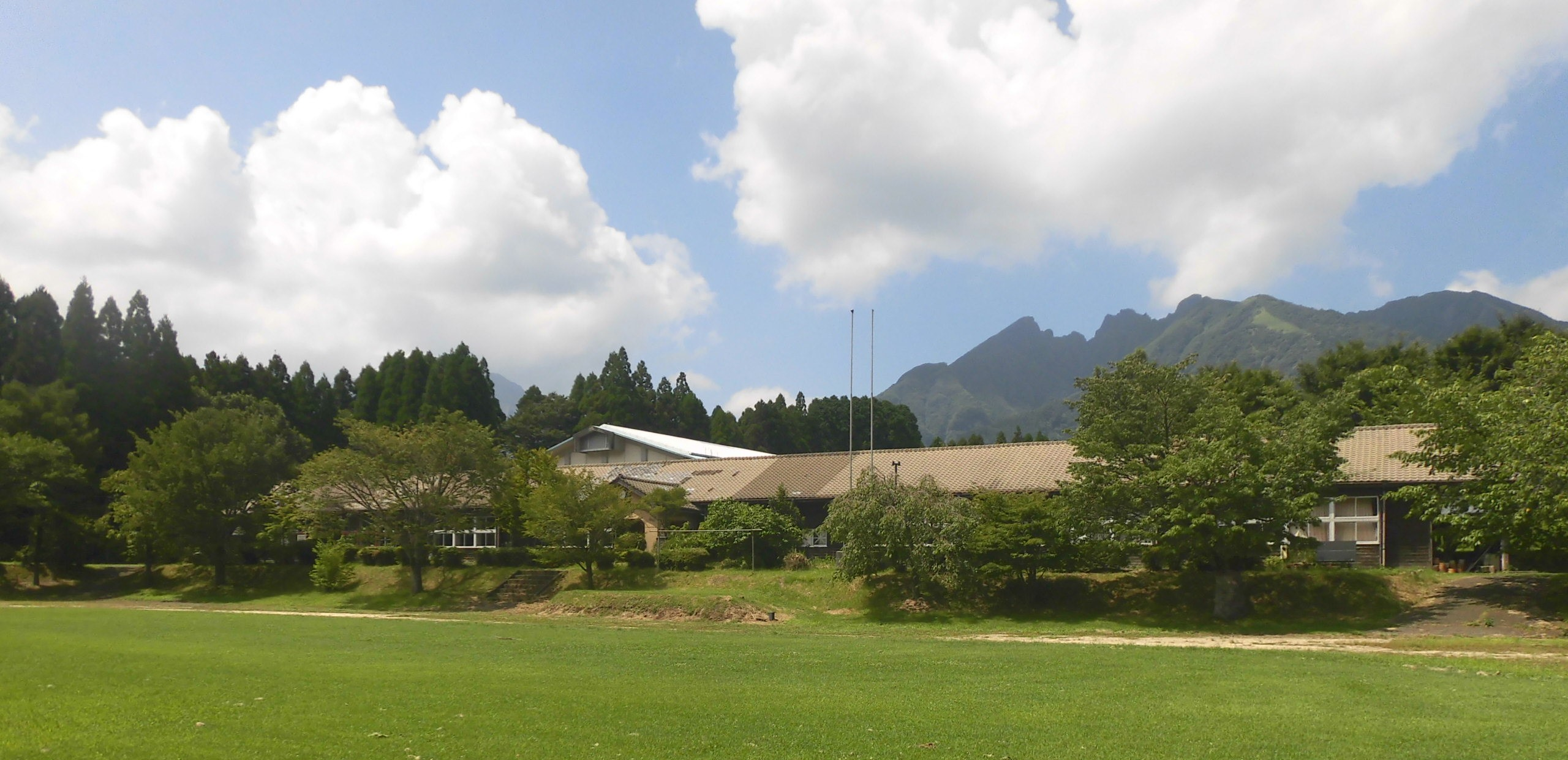
校舎

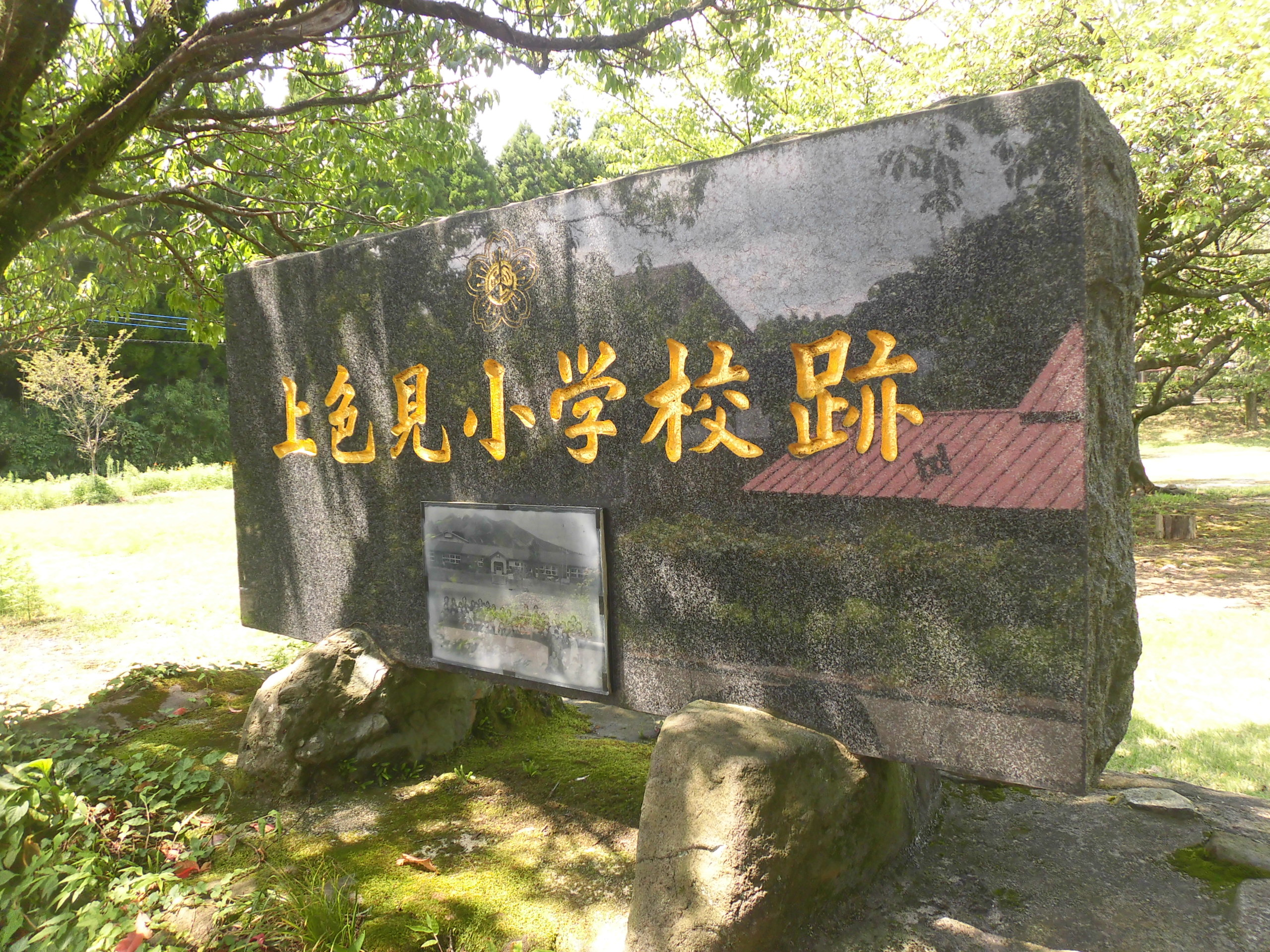
閉校記念碑

高森町立上色見小学校（たかもりちょうりつ かみしきみしょうがっこう）は、かつて熊本県阿蘇郡高森町大字上色見にあった公立の小学校。
2003年（平成15年）3月末をもって閉校し、高森町立高森中央小学校に統合された。

## 概要
歴史
1889年（明治22年）創立。2003年（平成15年）3月に統合により閉校。112年の歴史に幕を下ろした。
校章
桜の花弁を背景にして、中央に校名の「上」・「色」・「見」を丸みを持たせて、円状に並べたものを配している。
校歌

## 沿革
- 1889年（明治22年）
  - 4月1日 - 町村制施行により、阿蘇郡2村（色見・上色見）が合併し、「色見村」が発足。
  - 12月17日 - 学問所2箇所（洗川・前原西）統合の上、「上色見小学簡易科」と改称し、中原へ移転。
- 1890年（明治23年）- 尋常科（4年制）を設置の上、「尋常上色見小学校」と改称。
- 1891年（明治24年）4月24日 - 「上色見尋常小学校」に改称。
- 1908年（明治41年）4月 - 改正小学校令により、尋常科（義務教育年限）が4年制から6年制に改められたため、尋常科5年を新設。
- 1909年（明治42年）4月 - 尋常科6年を新設。
- 1910年（明治43年）- 最終所在地区に校舎を新築の上、移転を完了。
- 1941年（昭和16年）4月1日 - 国民学校令施行により、「色見村上色見国民学校」と改称。尋常科を初等科に改める。
- 1947年（昭和22年）4月1日 - 学制改革により、新制小学校「色見村立上色見小学校」に改組・改称。
- 1951年（昭和26年）3月 - 木造新校舎が完成。
- 1955年（昭和30年）4月1日 - 「高森町立上色見小学校」（最終名）と改称。
- 1958年（昭和33年）6月 - ミルク給食を開始。
- 1960年（昭和35年）3月 - へき地集会所が完成。
- `1962年（昭和37年）11月 - 完全給食（A型）を開始。
- 1968年（昭和43年）11月 - 設立80周年記念事業を開催。
- 1970年（昭和45年）5月 - 牛乳給食を開始。
- 1973年（昭和48年）4月 - 1・2年生が複式学級となる。
- 1990年（平成2年）3月 - 創立100周年記念式典を挙行。体育館が完成。
- 2003年（平成15年）
  - 3月31日 - 統合により閉校。
  - 4月1日 - 高森町内の小学校3校（高森・色見・上色見）の統合により、「高森町立高森中央小学校」が新設される。
    - 跡地は現在「阿蘇フォークスクール」・「南阿蘇えほんのくに」・「上色見総合センター」として利用されている。

## 交通アクセス
最寄りのバス停留所
- 九州産交バス「フォークスクール前」停留所

最寄りの幹線道路
- 国道265号

## 周辺
- 高森町民グラウンド